# Copenhagen Towers
I Copenhagen Towers sono una squadra di football americano di Gentofte, in Danimarca.
Fondati nel 1990 in seguito alla chiusura dei Copenhagen Vikings, hanno conquistato 11 volte il Mermaid Bowl e una volta l'Elming Bowl.

## Dettaglio stagioni

### Tornei nazionali

#### Campionato

##### Nationalligaen
| Stagione | regular season | regular season | regular season | regular season | regular season | regular season | playoff | playoff | playoff | playoff | playoff | playoff      | playoff               |
|          | Vin            | Par            | Per            | Tot            | PF             | PS             | Vin     | Per     | Tot     | PF      | PS      | risultato    | avversaria            |
| -------- | -------------- | -------------- | -------------- | -------------- | -------------- | -------------- | ------- | ------- | ------- | ------- | ------- | ------------ | --------------------- |
| 2009     | 4              | 0              | 6              | 10             | 141            | 212            | -       | -       | -       | -       | -       | -            | -                     |
| 2010     | 7              | 0              | 3              | 10             | 232            | 238            | 0       | 1       | 1       | 7       | 42      | Semifinale   | Triangle Razorbacks   |
| 2011     | 7              | 0              | 3              | 10             | 412            | 168            | 1       | 1       | 2       | 44      | 23      | Semifinale   | Triangle Razorbacks   |
| 2012     | 10             | 0              | 0              | 10             | 421            | 108            | 0       | 1       | 1       | 35      | 41      | Semifinale   | Søllerød Gold Diggers |
| 2013     | 10             | 0              | 0              | 10             | 465            | 83             | 2       | 0       | 2       | 66      | 34      | Campioni     | Triangle Razorbacks   |
| 2014     | 9              | 0              | 1              | 10             | 403            | 54             | 2       | 0       | 2       | 59      | 11      | Campioni     | Aarhus Tigers         |
| 2015     | 6              | 0              | 4              | 10             | 296            | 119            | 1       | 1       | 2       | 30      | 3       | Semifinale   | Søllerød Gold Diggers |
| 2016     | 9              | 0              | 1              | 10             | 363            | 119            | 1       | 1       | 2       | 67      | 36      | Mermaid Bowl | Triangle Razorbacks   |
| 2017     | 9              | 0              | 1              | 10             | 399            | 100            | 2       | 0       | 2       | 82      | 19      | Campioni     | Søllerød Gold Diggers |
| 2018     | 10             | 0              | 0              | 10             | 476            | 186            | 2       | 0       | 2       | 72      | 40      | Campioni     | Triangle Razorbacks   |
| 2019     | 10             | 0              | 0              | 10             | 495            | 162            | 1       | 1       | 2       | 66      | 40      | Mermaid Bowl | Triangle Razorbacks   |
| 2020     | 4              | 0              | 0              | 4              | 160            | 75             | -       | -       | -       | -       | -       | [ 1 ]        | -                     |
| 2021     | 4              | 0              | 2              | 6              | 234            | 121            | 2       | 0       | 2       | 69      | 36      | Campioni     | Søllerød Gold Diggers |
| 2022     | 5              | 0              | 1              | 6              | 263            | 136            | 1       | 0       | 1       | 32      | 17      | Campioni     | Søllerød Gold Diggers |
| 2023     | 8              | 0              | 0              | 8              | 357            | 88             | 2       | 0       | 2       | 108     | 42      | Campioni     | Søllerød Gold Diggers |
| Totale   | 112            | 0              | 22             | 134            | 5117           | 1969           | 17      | 6       | 28      | 737     | 384     |              |                       |

Fonti: Enciclopedia del Football - A cura di Massimo Mezzetti

##### Danmarksserien
| Stagione | regular season | regular season | regular season | regular season | regular season | regular season | playoff | playoff | playoff | playoff | playoff | playoff   | playoff    |
|          | Vin            | Par            | Per            | Tot            | PF             | PS             | Vin     | Per     | Tot     | PF      | PS      | risultato | avversaria |
| -------- | -------------- | -------------- | -------------- | -------------- | -------------- | -------------- | ------- | ------- | ------- | ------- | ------- | --------- | ---------- |
| 2015     | 0              | 0              | 10             | 10             | 0              | 500            | -       | -       | -       | -       | -       | -         | -          |
| Totale   | 0              | 0              | 10             | 10             | 0              | 500            | -       | -       | -       | -       | -       |           |            |

Fonti: Enciclopedia del Football - A cura di Massimo Mezzetti

### Tornei internazionali

#### Superfinal
| Stagione | regular season | regular season | regular season | regular season | regular season | regular season | playoff | playoff | playoff | playoff | playoff | playoff   | playoff       |
|          | Vin            | Par            | Per            | Tot            | PF             | PS             | Vin     | Per     | Tot     | PF      | PS      | risultato | avversaria    |
| -------- | -------------- | -------------- | -------------- | -------------- | -------------- | -------------- | ------- | ------- | ------- | ------- | ------- | --------- | ------------- |
| 2018     | -              | -              | -              | -              | -              | -              | 0       | 1       | 1       | 20      | 45      | Secondi   | Tirol Raiders |
| Totale   | -              | -              | -              | -              | -              | -              | 0       | 1       | 1       | 20      | 45      |           |               |

Fonti: Enciclopedia del Football - A cura di Massimo Mezzetti

#### IFAF Europe Champions League
| Stagione | regular season | regular season | regular season | regular season | regular season | regular season | playoff | playoff | playoff | playoff | playoff | playoff   | playoff    |
|          | Vin            | Par            | Per            | Tot            | PF             | PS             | Vin     | Per     | Tot     | PF      | PS      | risultato | avversaria |
| -------- | -------------- | -------------- | -------------- | -------------- | -------------- | -------------- | ------- | ------- | ------- | ------- | ------- | --------- | ---------- |
| 2014     | 0              | 0              | 2              | 2              | 44             | 64             | -       | -       | -       | -       | -       | -         | -          |
| 2015     | 0              | 0              | 2              | 2              | 9              | 47             | -       | -       | -       | -       | -       | -         | -          |
| Totale   | 0              | 0              | 4              | 4              | 53             | 111            | -       | -       | -       | -       | -       |           |            |

Fonti: Enciclopedia del Football - A cura di Massimo Mezzetti

#### ECTC
| Stagione | regular season | regular season | regular season | regular season | regular season | regular season | playoff | playoff | playoff | playoff | playoff | playoff   | playoff    |
|          | Vin            | Par            | Per            | Tot            | PF             | PS             | Vin     | Per     | Tot     | PF      | PS      | risultato | avversaria |
| -------- | -------------- | -------------- | -------------- | -------------- | -------------- | -------------- | ------- | ------- | ------- | ------- | ------- | --------- | ---------- |
| 2019     | 1              | 0              | 1              | 2              | 46             | 47             | -       | -       | -       | -       | -       | -         | -          |
| Totale   | 1              | 0              | 1              | 2              | 46             | 47             | -       | -       | -       | -       | -       |           |            |

Fonti: Enciclopedia del Football - A cura di Massimo Mezzetti

#### IFAF Northern European Football League
| Stagione | regular season | regular season | regular season | regular season | regular season | regular season | playoff | playoff | playoff | playoff | playoff | playoff   | playoff    |
|          | Vin            | Par            | Per            | Tot            | PF             | PS             | Vin     | Per     | Tot     | PF      | PS      | risultato | avversaria |
| -------- | -------------- | -------------- | -------------- | -------------- | -------------- | -------------- | ------- | ------- | ------- | ------- | ------- | --------- | ---------- |
| 2017     | 0              | 0              | 2              | 2              | 34             | 54             | -       | -       | -       | -       | -       | -         | -          |
| 2018     | 3              | 0              | 0              | 3              | 115            | 60             | -       | -       | -       | -       | -       | Campioni  | -          |
| Totale   | 3              | 0              | 2              | 5              | 149            | 134            | -       | -       | -       | -       | -       |           |            |

Fonti: Enciclopedia del Football - A cura di Massimo Mezzetti

#### EFAF Cup
| Stagione | regular season | regular season | regular season | regular season | regular season | regular season | playoff | playoff | playoff | playoff | playoff | playoff    | playoff                  |
|          | Vin            | Par            | Per            | Tot            | PF             | PS             | Vin     | Per     | Tot     | PF      | PS      | risultato  | avversaria               |
| -------- | -------------- | -------------- | -------------- | -------------- | -------------- | -------------- | ------- | ------- | ------- | ------- | ------- | ---------- | ------------------------ |
| 2013     | 1              | 0              | 1              | 2              | 26             | 25             | 0       | 1       | 1       | 7       | 19      | Semifinale | Black Panthers de Thonon |
| Totale   | 1              | 0              | 1              | 2              | 26             | 25             | 0       | 1       | 1       | 7       | 19      |            |                          |

Fonti: Sito Eurobowl.info Archiviato il 19 ottobre 2017 in Internet Archive.

#### Euro Cup
| Stagione | regular season | regular season | regular season | regular season | regular season | regular season | playoff | playoff | playoff | playoff | playoff | playoff   | playoff    |
|          | Vin            | Par            | Per            | Tot            | PF             | PS             | Vin     | Per     | Tot     | PF      | PS      | risultato | avversaria |
| -------- | -------------- | -------------- | -------------- | -------------- | -------------- | -------------- | ------- | ------- | ------- | ------- | ------- | --------- | ---------- |
| 1996     | 0              | 0              | 2              | 2              | 34             | 91             | -       | -       | -       | -       | -       | -         | -          |
| Totale   | 0              | 0              | 2              | 2              | 34             | 91             | -       | -       | -       | -       | -       |           |            |

Fonti: Sito Eurobowl.info Archiviato il 19 ottobre 2017 in Internet Archive.

### Riepilogo fasi finali disputate
| Anno              | Luogo            | Evento         | Fase del torneo        | Incontro                                     | Risultato |
| 25 settembre 2011 |                  | Nationalligaen | Semifinale             | Triangle Razorbacks - Copenhagen Towers      | 23 - 13   |
| 23 settembre 2012 | Gentofte         | Nationalligaen | Semifinale             | Copenhagen Towers - Søllerød Gold Diggers    | 35 - 41   |
| 15 giugno 2013    | Thonon-les-Bains | EFAF Cup       | Semifinale             | Black Panthers de Thonon - Copenhagen Towers | 19 - 7    |
| 12 ottobre 2013   | Randers          | Nationalligaen | Mermaid Bowl           | Copenhagen Towers - Triangle Razorbacks      | 28 - 21   |
| 11 ottobre 2014   | Randers          | Nationalligaen | Mermaid Bowl           | Copenhagen Towers - Aarhus Tigers            | 26 - 3    |
| 26 settembre 2015 | Nærum            | Nationalligaen | Semifinale             | Søllerød Gold Diggers - Copenhagen Towers    | 3 - 0     |
| 8 ottobre 2016    | Horsens          | Nationalligaen | Mermaid Bowl           | Copenhagen Towers - Triangle Razorbacks      | 18 - 22   |
| 7 ottobre 2017    | Slagelse         | Nationalligaen | Mermaid Bowl           | Copenhagen Towers - Søllerød Gold Diggers    | 20 - 7    |
| 30 giugno 2018    | Gentofte         |                | IFAF Europe Superfinal | Copenhagen Towers - Tirol Raiders            | 20 - 45   |
| 13 ottobre 2018   | Slagelse         | Nationalligaen | Mermaid Bowl           | Copenhagen Towers - Triangle Razorbacks      | 23 - 22   |
| 5 ottobre 2019    | Gladsaxe         | Nationalligaen | Mermaid Bowl           | Copenhagen Towers - Triangle Razorbacks      | 14 - 20   |
| 9 ottobre 2021    | Vejle            | Nationalligaen | Mermaid Bowl           | Søllerød Gold Diggers - Copenhagen Towers    | 7 - 24    |
| 24 settembre 2022 | Esbjerg          | Nationalligaen | Mermaid Bowl           | Copenhagen Towers - Søllerød Gold Diggers    | 32 - 17   |
| 7 ottobre 2023    | Gladsaxe         | Nationalligaen | Mermaid Bowl           | Copenhagen Towers - Søllerød Gold Diggers    | 50 - 36   |

## Palmarès

### Titoli internazionali
- 1 IFAF Northern European Football League (2018)

### Titoli nazionali
- 11 Mermaid Bowl (1992, 1993, 1994, 1995, 2013, 2014, 2017, 2018, 2021, 2022, 2023)
- 1 Elming Bowl (1999)
- 3 Junior Bowl (2009, 2012, 2013)
- 8 Future Bowl (2002, 2003, 2007, 2009-2013)
- 1 Campionato Under-13 (2007)